# Vasszécseny
Vasszécseny es un pueblo ubicado en el distrito de Szombathely, condado de Vas, Hungría.

## Superficie
Posee una superficie de 17,95 kilómetros cuadrados.

## Demografía
Hasta 2022 la población era de 1294 habitantes, con una densidad de población de 72,09 habitantes por kilómetro cuadrado.